# One Touch of Sin
One Touch of Sin è un film muto del 1917 diretto da Richard Stanton.

## Trama
Abbandonata da Richard Mallaby, l'uomo che ha amato profondamente, Mary Livingston parte per il West sperando di vedere il padre prima che muoia. Arrivata troppo tardi, Mary trova lavoro in una sala da ballo dove Mallaby cerca di metterle le mani addosso. La giovane lascia quel lavoro, cercando qualcosa di più onesto ma, ridotta alla fame, è costretta al furto. Arrestata, fa amicizia con Watt Tabor che sposa per evitare di finire in carcere. Mallaby chiede a Tabor di dargli Mary, ma l'uomo rifiuta e i due finiscono per lottare dentro una miniera che esplode, fatta saltare per aria da un dipendente vendicativo. Mary, dovendo scegliere tra i due contendenti, sceglie Tabor.

## Produzione
Il film fu prodotto dalla Fox Film Corporation.

## Distribuzione
Distribuito dalla Fox Film Corporation, il film - presentato da William Fox - uscì nelle sale cinematografiche statunitensi il 29 gennaio 1917.